# Prodecatoma fusciscapa
Prodecatoma fusciscapa är en stekelart som beskrevs av Durgadas Mukerjee 1981. Prodecatoma fusciscapa ingår i släktet Prodecatoma och familjen kragglanssteklar. Inga underarter finns listade i Catalogue of Life.